# Litteraturåret 1945

## Priser och utmärkelser
- Nobelpriset – Gabriela Mistral, Chile[1]
- Bellmanpriset – Pär Lagerkvist
- Letterstedtska priset för översättningar – Hugo Hultenberg för hans översättningar av Winston Churchill och Stefan Zweig
- De Nios Stora Pris – Frans G. Bengtsson
- Prix Femina – Anne-Marie Monnet för Le Chemin du soleil
- Svenska Dagbladets litteraturpris – Sivar Arnér, Björn-Erik Höijer, Arne Nyman, Marianne Alopaeus, Nils Åke Malmström, Astrid Lindgren och Anna Lisa Lundkvist
- Övralidspriset – Bertil Malmberg

## Nya böcker

### A – G
- ABC-resan av Elsa Beskow[2]
- Av krukmakarens hand av Ulla Isaksson
- Den första etappen av Aleksandra Kollontaj
- Le Désir attrapé par la queue av Pablo Picasso
- Det stora kalaset av John Steinbeck
- Djurfarmen av George Orwell
- Drömfärder av Hermann Hesse
- Emaljögat av Ragnar Thoursie
- Från Asar till Wasar av Povel Ramel
- Glasmenageriet av Tennessee Williams (första bokutgåva, uruppförande 1944)

### H – N
- Katten blåser i silverhorn av Lennart Hellsing
- Kerstin och jag av Astrid Lindgren[3]
- Kranes konditori av Cora Sandel
- Min död är min av Lars Ahlin

### O – U
- Ormen av Stig Dagerman
- Oändligt är vårt äventyr av Werner Aspenström
- Passad av Harry Martinson
- Pippi Långstrump av Astrid Lindgren[3]
- Plus salis av Vilhelm Ekelund
- Röde Orm (Hemma och i österled del 2) av Frans G. Bengtsson
- Sinuhe egyptiern av Mika Waltari
- Slutet blir döden av Agatha Christie
- Småtrollen och den stora översvämningen av Tove Jansson
- Som en flygande skalbagge av Elsa Grave
- Storm kring Ahlin, litterär debatt av Lars Ahlin
- Tack för mig – grottekvarn av Folke Fridell
- Tideräkning av Karl Vennberg

### V – Ö
- Ä' vi så'na? av Gunnar Cederschiöld

## Födda
- 7 januari – Yrsa Stenius, svensk journalist, författare och krönikör.
- 14 januari – Jacques Werup, svensk musiker, författare, scenartist och manusförfattare.
- 30 januari – Gunnar D. Hansson, svensk litteraturvetare, författare och översättare.
- 4 februari – Merete Mazzarella, finlandssvensk författare och professor i litteraturvetenskap.
- 5 februari – Bo R Holmberg, svensk författare.
- 15 februari – Douglas Hofstadter, amerikansk akademiker och författare.
- 5 mars – Rune Johan Andersson, norsk illustratör, tidningstecknare och barnboksförfattare.
- 12 mars – Leif G.W. Persson, svensk författare.
- 21 mars – Henrik Nordbrandt, dansk författare och översättare.
- 26 mars – Eva Bexell, svensk författare.
- 28 mars – Pierre Michon, fransk romanförfattare.
- 18 april – Göran Bergengren, svensk författare och biolog.
- 10 maj – Mats Wahl, svensk författare och manusförfattare.
- 13 juni – Whitley Strieber, amerikansk författare.
- 21 juni – Adam Zagajewski, polsk författare.
- 9 juli – Dean R. Koontz, amerikansk författare.
- 30 juli – Patrick Modiano, fransk författare, nobelpristagare 2014.
- 6 augusti – Ingemar Johansson, svensk skribent, översättare och förläggare.
- 12 augusti – Per Helge, svensk författare och översättare.
- 19 augusti – Gun-Britt Sundström, svensk författare, översättare och litteraturkritiker.
- 24 augusti – Margareta Lindberg, svensk författare.
- 12 september – Margareta Renberg, svensk bildkonstnär och poet.
- 4 oktober – Agneta Ara, finlandssvensk författare och översättare.
- 12 november – Michael Bishop, amerikansk science fiction-författare.
- 24 november – Nuruddin Farah, somalisk författare.
- 10 december – Peter Hüttner, svensk skådespelare och författare.
- 14 december – Richard Swartz, svensk författare och journalist.
- 22 december – Jan Wolf-Watz, svensk musikpedagog, kulturadministratör och författare.
- 24 december – Nicholas Meyer, amerikansk författare, regissör och producent.
- 31 december – Connie Willis, amerikansk science fiction-författare.

## Avlidna
- 3 januari – Ferdynand Antoni Ossendowski, 69, polsk författare
- 5 januari – Viking Dahl, 49, svensk kompositör, målare och författare.
- 22 januari – Else Lasker-Schüler, 75, statslös, tyskspråkig författare.
- 16 februari – Rudolf Värnlund, 45, svensk författare, dramatiker och manusförfattare.
- 10 april – Paul Leppin, 66, tjeckisk romanförfattare, poet och dramatiker.
- 8 juni – Robert Desnos, 44, fransk poet och romanförfattare.
- 22 juni – Frida Stéenhoff, 79, svensk författare och feminist.
- 9 juli – Maria Pawlikowska-Jasnorzewska, 53, polsk poet och dramatiker.
- 8 oktober – Felix Salten, 76, österrikisk-ungersk författare.

### Fotnoter
1. ↑  ”Nobelpriset i litteratur”. https://www.nobelprize.org/prizes/lists/all-nobel-prizes-in-literature/. Läst 20 mars 2011.
2. ↑  ”Elsa Beskows boktitlar”. Arkiverad från originalet den 14 december 2012. https://web.archive.org/web/20121214172009/http://kampanj.bonniercarlsen.se/beskow/titlar1.htm. Läst 12 april 2011.
3. 1 2  ”Astrid Lindgren”. http://www.astridlindgren.se/verken/bocker/textbocker. Läst 21 mars 2011.